# Emilio C. Viano
Emilio C. Viano (* 1942) ist ein US-amerikanischer Kriminologe. Er ist  Professor an der American University in Washington, D.C. Nach einer Wiederwahl im Jahr 2019 amtiert er seit 2014 als Präsident der International Society of Criminology.
Viano, der an der New York University zum Ph.D. promoviert wurde, gilt als Pionier der Viktimologie, der Opferrechte und als Experte auf dem Gebiet der transnationalen Kriminalität.

## Schriften (Auswahl)
- Cybercrime, organized crime, and societal responses. New York 2016, ISBN 978-3-31944-499-4.
- Mit José Magallanes und Laurent Bridel: Transnational organized crime. Myth, power, and profit. Carolina Academic Press, Durham 2003, ISBN 0890891966.
- Mit Alvin W. Cohn: Social problems and criminal justice. Nelson-Hall Co., Chicago 1975, ISBN 0882291157.
- Herausgegeben mit Israel Drapkin: Theoretical issues in victimology. Lexington Books, Lexington 1974, ISBN 0669957291.